# George Alan Vasey
George Alan Vasey (29 mars 1895 - 5 mars 1945) est un officier de l'armée australienne. Il accède au grade de général de division pendant la Seconde Guerre mondiale, avant d'être tué dans un accident d'avion près de Cairns en 1945.

## Carrière
Soldat professionnel, Vasey est diplômé du Collège militaire royal de Duntroon en 1915 et sert sur le front occidental avec la force impériale australienne, pour laquelle il reçoit l'Ordre du service distingué et deux mentions dans les dépêches. Pendant près de vingt ans, Vasey reste au grade de major, servant à des postes d'état-major en Australie et dans l'armée indienne britannique.
Peu de temps après le déclenchement de la Seconde Guerre mondiale en septembre 1939, le lieutenant-général Thomas Blamey nomme Vasey à l'état-major de la 6e division. En mars 1941, Vasey prend le commandement de la 19e brigade d'infanterie, qu'il dirige lors de la bataille de Grèce et de la bataille de Crète. De retour en Australie en 1942, Vasey est promu général de division et devient chef d'état-major adjoint . En septembre 1942, il prend le commandement de la 7e division, combattant les Japonais dans la campagne de la piste Kokoda et la bataille de Buna-Gona. En 1943, il entreprend sa deuxième campagne en Nouvelle-Guinée, menant la 7e division lors du débarquement à Nadzab et la campagne suivante des monts Finisterre.
Au milieu de 1944, il tombe gravement malade du paludisme et d'une neuropathie périphérique aiguë au point qu'il doit être évacué vers l'Australie. Au début de 1945, il a suffisamment récupéré pour être nommé commandant de la 6e division. Alors qu'il part pour assumer ce nouveau commandement, l'avion Lockheed Hudson de la RAAF dans lequel il voyage s’abîme en mer en raison d'un cyclone ravageant la côte du Queensland, tuant tous ses occupants.
Il est le quatrième officier australien le plus haut gradé à mourir pendant la Seconde Guerre mondiale, après le général Brudenell White (en) (décédé dans un accident d'avion en 1940), le lieutenant-général Henry Wynter (en), et le major-général Rupert Downes (en) (qui est mort dans le même accident d'avion que Vasey).